# Нерпы
Не́рпы (лат. Pusa) — род из семейства тюленевых. Иногда нерп включают в род тюленей обыкновенных (Phoca). В роде нерп три вида.

## Описание

### Размеры и масса
Длина тела до 1,5 м, масса до 100 кг.

### Распространение
Кольчатая нерпа встречается в умеренных и холодных водах Тихого и Атлантического океанов и в Северном Ледовитом океане; в России обитает во всех северных морях, а также в Беринговом и Охотском морях.
Каспийская нерпа, или каспийский тюлень, живёт в Каспийском море.
Байкальская нерпа, или байкальский тюлень, населяет озеро Байкал.
Ладожская нерпа, является подвидом кольчатой нерпы, населяет Ладожское озеро. 

### Питание
Кормятся рыбой и ракообразными верхних слоёв воды.

## Иллюстрации

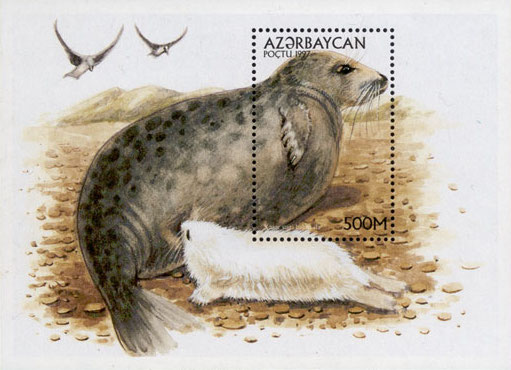
Каспийская нерпа с детёнышем. Почтовая марка Азербайджана
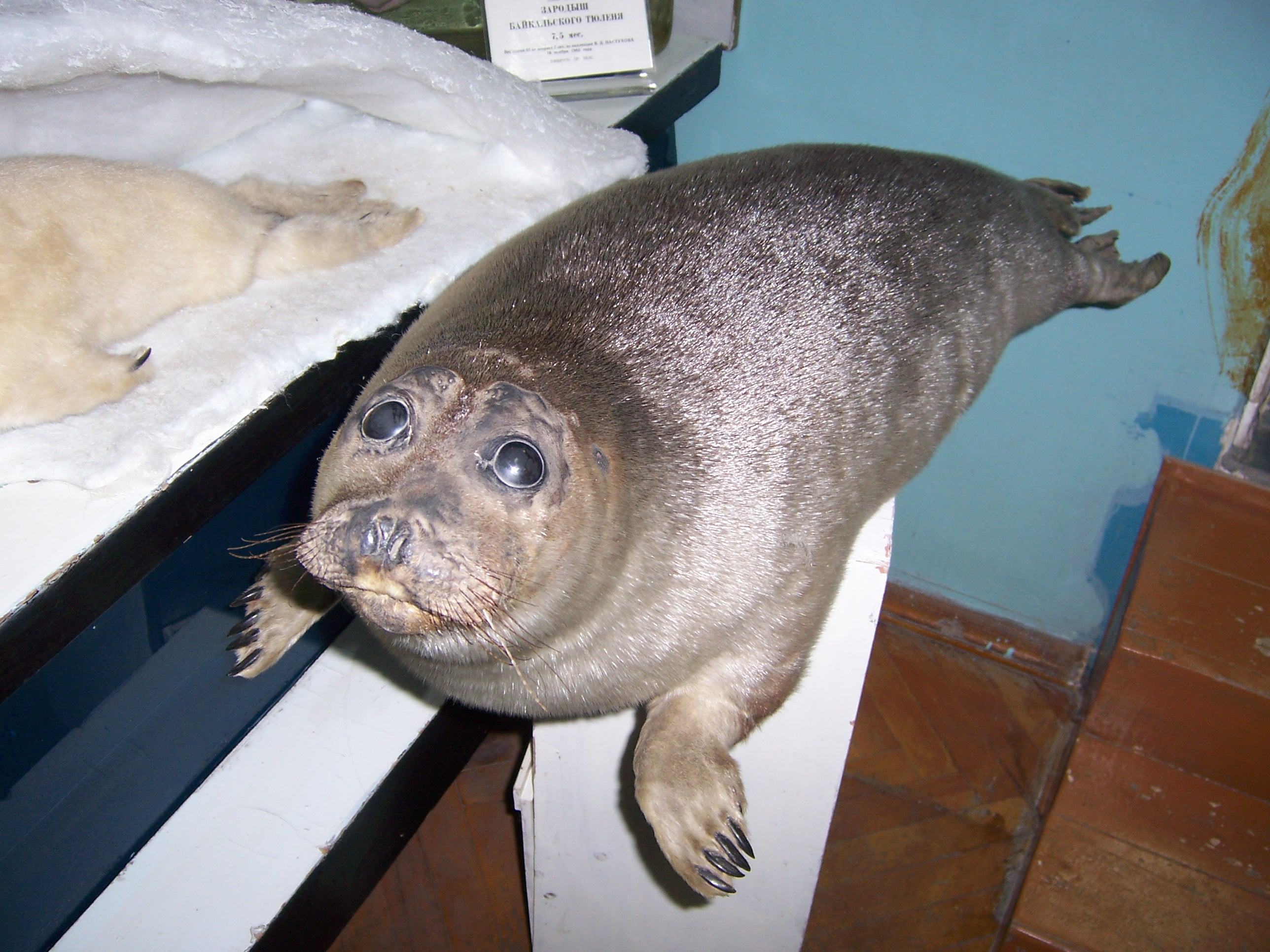
Байкальская нерпа (чучело)
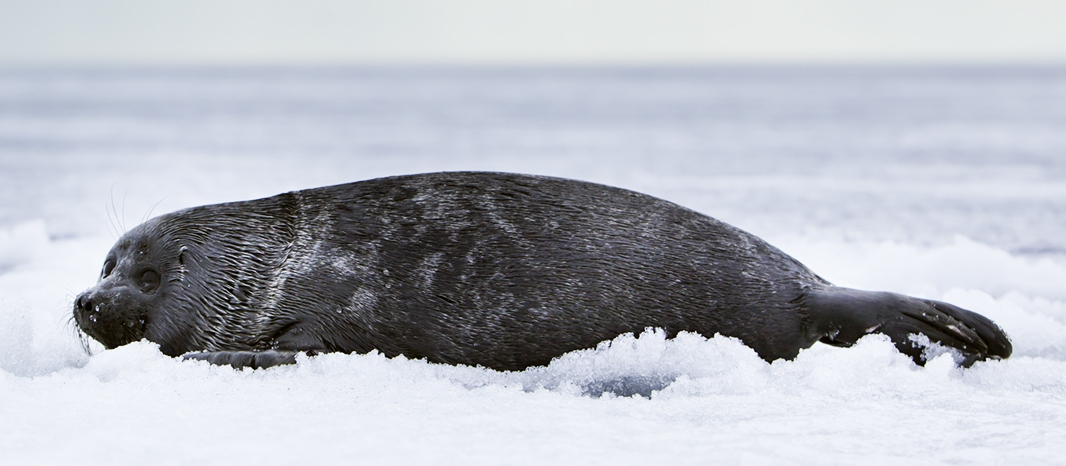
Байкальская нерпа на льду